# Cybianthus multidenticulatus
Cybianthus multidenticulatus är en viveväxtart som beskrevs av Pipoly. Cybianthus multidenticulatus ingår i släktet Cybianthus, och familjen viveväxter. Inga underarter finns listade i Catalogue of Life.